# Ommatius bacchoides
Ommatius bacchoides là một loài ruồi trong họ Asilidae. Ommatius bacchoides được Walker miêu tả năm 1864. Loài này phân bố ở miền Australasia.